# There Is a Hell, Believe Me I've Seen It. There Is a Heaven, Let's Keep It a Secret.
Albums de Bring Me the Horizon
Suicide Season: Cut Up!
(2009) Sempiternal
(2013)
Singles
1. It Never Ends
Sortie : 20 août 2010
2. Anthem
Sortie : 30 novembre 2010
3. Blessed With a Curse
Sortie : 22 mars 2011
4. Visions
Sortie : 22 mars 2011
5. Alligator Blood
Sortie : 31 octobre 2011

There Is a Hell, Believe Me I've Seen It. There Is a Heaven, Let's Keep It a Secret. est le 3e album du groupe britannique Bring Me the Horizon. Il est sorti en Europe le 4 octobre 2010 et le 5 octobre aux États-Unis. 

## Présentation
Oliver Sykes explore vivement l'humanité, la nature et l'euphorie céleste associée à l'amour, la luxure, la vérité et le désir, ainsi que tout ce qui est compensé par les ténèbres et le mal et qui sont susceptibles d'être enfouis au fond de nous. 
Lyriquement et musicalement, l'album est le plus travaillé du groupe (plus "doux", le groupe passant du deathcore au metalcore) à ce jour dans lequel Sykes met à nu ses peurs, ses faiblesses et la colère, qui sont seulement une façade sur ce troisième album. There Is a Hell, Believe Me I've Seen It. There Is a Heaven, Let's Keep It a Secret. bénéficie également de la présence de Josh Franceschi (du groupe You Me At Six), Josh Scogin (de The Chariot), de Skrillex et de la chanteuse Lights.

## Titre des compositions
1. Crucify Me (feat. Lights) - 6:20
2. Anthem - 4:50
3. It Never Ends - 4:34
4. Fuck (feat. Josh Franceschi de You Me At Six) - 4:55
5. Don't Go (featuring Lights) - 4:58
6. Home Sweet Hole - 4:38
7. Alligator Blood - 4:32
8. Visions - 4:09
9. Blacklist - 4:00
10. Memorial - 3:10
11. Blessed With a Curse - 5:08
12. The Fox and the Wolf (feat. Josh Scogin de The Chariot) - 1:43

## Musiciens
- Oliver Sykes − chant
- Lee Malia − guitare
- Jona Weinhofen − guitare
- Matt Kean − basse
- Matt Nicholls − batterie

## Classements hebdomadaires
| Classement (2010)                 | Meilleure place |
| --------------------------------- | --------------- |
| Allemagne (Media Control AG)      | 52              |
| Australie (ARIA)                  | 1               |
| Autriche (Ö3 Austria Top 40)      | 48              |
| Canada (Canadian Albums Chart)    | 22              |
| Écosse (OCC)                      | 18              |
| États-Unis (Billboard 200)        | 17              |
| Royaume-Uni (UK Albums Chart)     | 13              |
| Royaume-Uni (Rock & Metal Albums) | 1               |
| Suède (Sverigetopplistan)         | 30              |

## Certifications
| Pays              | Certification |
| ----------------- | ------------- |
| Royaume-Uni (BPI) | Argent        |